# Comuna Budîliv, Kozova
Budîliv (în ucraineană Будилів) este o comună în raionul Kozova, regiunea Ternopil, Ucraina, formată din satele Budîliv (reședința) și Medova.

## Demografie
Componența lingvistică a comunei Budîliv
     Ucraineană (99,65%)
     Alte limbi (0,35%)
Conform recensământului din 2001, majoritatea populației comunei Budîliv era vorbitoare de ucraineană (99,65%), existând în minoritate și vorbitori de alte limbi.